# Dickey Peak
Dickey Peak är en bergstopp i Antarktis. Den ligger i Västantarktis. Chile gör anspråk på området. Toppen på Dickey Peak är 961 meter över havet.
Terrängen runt Dickey Peak är huvudsakligen kuperad, men västerut är den bergig. Trakten är obefolkad. Det finns inga samhällen i närheten.